# Ruggles Island
Ruggles Island är en ö i territoriet Falklandsöarna (Storbritannien). Den ligger i den sydvästra delen av landet. Arean är 6,8 kvadratkilometer.
Terrängen på Ruggles Island är mycket platt. Öns högsta punkt är 20 meter över havet. Ön sträcker sig 5,7 kilometer i nord-sydlig riktning, och 2,4 kilometer i öst-västlig riktning. Ruggles Island består i huvudsak av gräsmarker och hed.